# Summit (Karolina Południowa)
Summit – miasto w Stanach Zjednoczonych, w stanie Karolina Południowa, w hrabstwie Lexington.